# توت بيزنطي
توت بيزنطي (الاسم العلمي:Morus byzantina) هو نوع غير مؤكد من النباتات يتبع جنس التوت من الفصيلة التوتية.